# Barthélemy Léotardi
Pierre Barthélemy Léotardi, né à Villars-sur-Var en avril 1790 où il est mort en décembre 1870, a été un homme politique sarde puis français du XIXe siècle.

## Biographie
Ce Villarois, filleul de Louis XVIII, est tout d'abord inspecteur divisionnaire des postes en France[Quand ?]. Il créa en 1829 le corps des facteurs ruraux.
Il revient ensuite dans sa région d'origine et devient conseiller provincial de la province de Nice, syndic de Villars et député de l'arrondissement de Puget-Théniers au parlement du royaume de Sardaigne à Turin.
Partisan de l'annexion du comté de Nice à la France, il est élu conseiller général et maire de Villars après 1860.

## Mandats
- Conseiller provincial de la Province de Nice (élu en 1848).
- Syndic de Villars.
- Député de l'arrondissement de Puget-Théniers au Parlement de Turin.
- Conseiller général de Villars (1860-1870).
- Maire de Villars.

## Décorations
- Saints-Maurice-et-Lazare.
- Légion d'honneur.